# Chiesa di San Carlo al Corso (Milano)
La chiesa di San Carlo al Corso è un luogo di culto cattolico del centro di Milano, situato nell'omonima piazza, lungo il corso Vittorio Emanuele II.

## Storia
(Iscrizione sull'architrave del pronao)

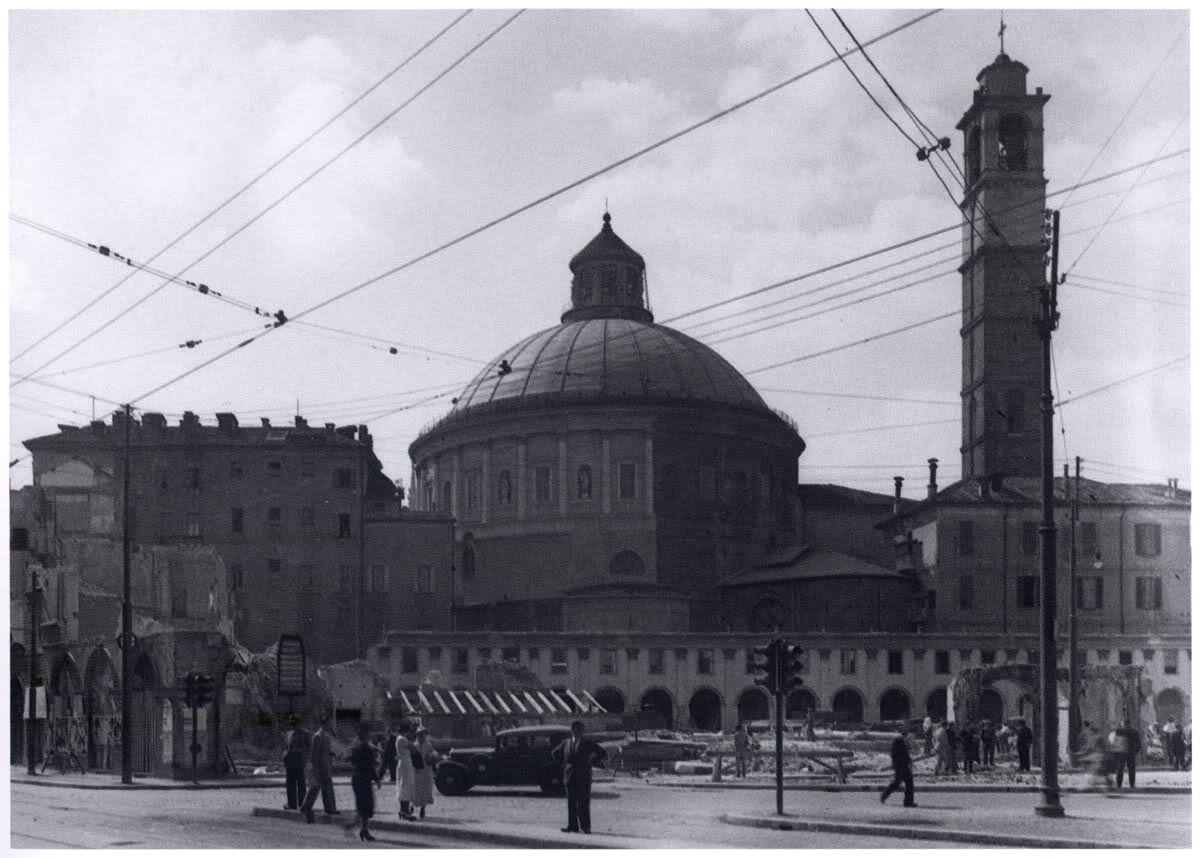
La chiesa vista dall'attuale piazza San Babila nel 1935, prospettiva oggi del tutto perduta

Costruito in sostituzione della chiesa medievale di Santa Maria dei Servi, sede milanese dell'ordine dei Serviti, l'edificio attuale è un bell'esempio di stile neoclassico, ispirato al Pantheon romano, con significative somiglianze con la chiesa di San Francesco da Paola a Napoli, col colonnato di piazza del Plebiscito.
L'architetto fu il monzese Carlo Amati (1832), autore anche del progetto definitivo della facciata del Duomo, anche se il cantiere fu effettivamente guidato nel 1838-1847 dall'architetto Filippo Pizzagalli. Il complesso sostituisce un antico convento dei Servi di Maria, fondato fin dal 1290, soppresso da Napoleone nel 1799. La nuova chiesa fu realizzata in ringraziamento della cessazione di un'epidemia di colera, e dedicata a San Carlo Borromeo, il grande vescovo milanese, che si era occupato delle grandi epidemie di peste del XVI secolo.
L'intervento, risalente agli anni tra il 1814 e il 1847, creò un edificio a pianta circolare, preceduto da una piazza porticata e introdotto da un pronao su colonne corinzie. Nel progetto originario, al sagrato della chiesa avrebbe dovuto corrispondere, sull'altro lato della strada, un'esedra porticata.
Nell'agosto del 1938 papa Pio XI l'ha elevata alla dignità di basilica minore.
La chiesa di San Carlo è tuttora officiata dai Serviti, che hanno da anni accompagnato all'impegno religioso, una intensa attività culturale e assistenziale. Nel secondo dopoguerra le personalità più importanti sono state quelle di padre David Maria Turoldo e di Camillo De Piaz che lanciarono un'associazione che prese l'antico nome di Corsia dei Servi. Intorno a essa nacque una serie di attività che catalizzarono ampi consensi anche tra la borghesia milanese e appoggiarono fortemente le iniziative a favore degli orfani di don Zeno Saltini e della sua Nomadelfia. Il successivo intervento della Curia frenò grandemente queste iniziative.

## Descrizione

### Esterno

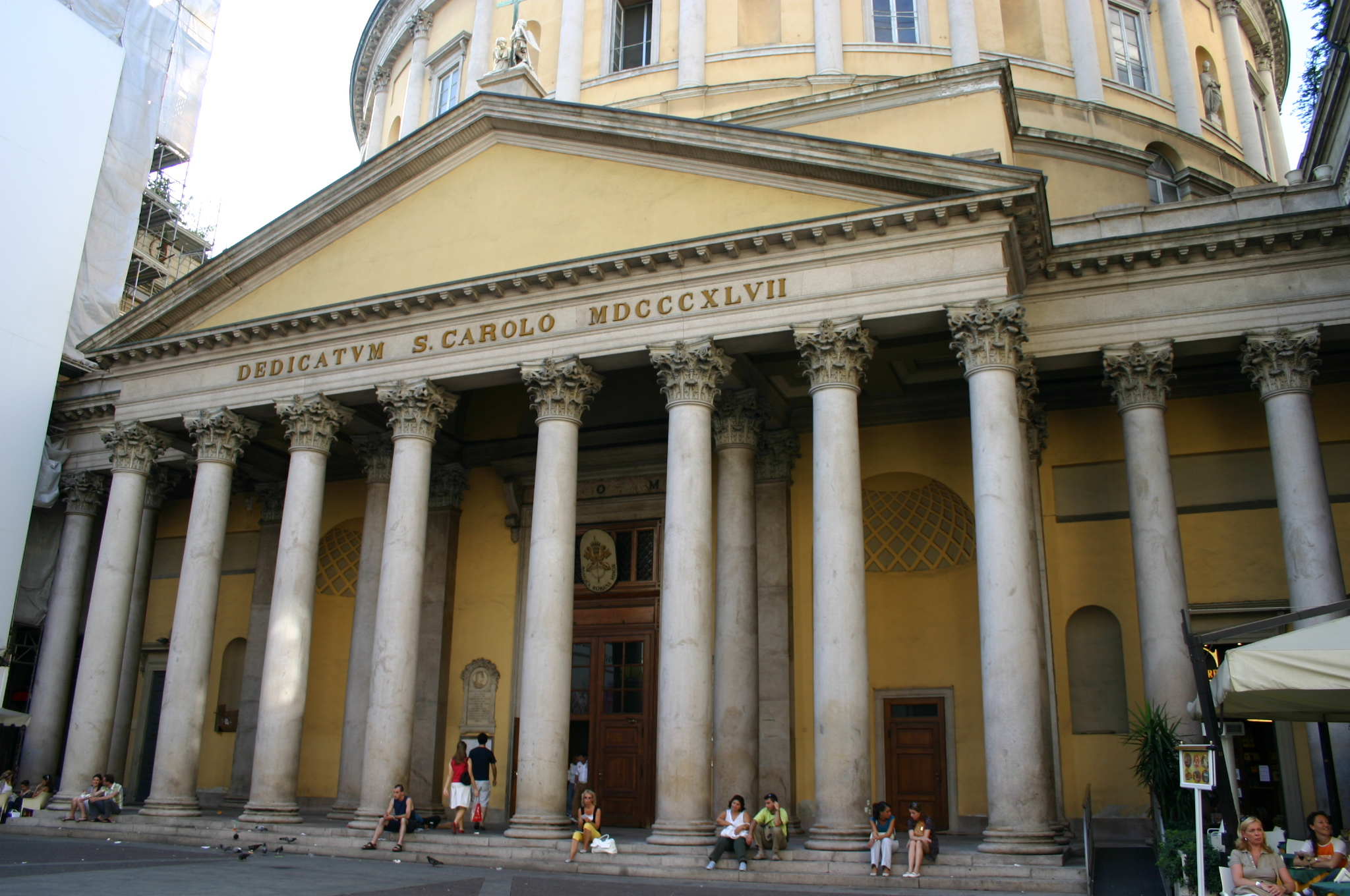
Il pronao.

L'esterno risalta per un colonnato frontale, che si estende ai lati formando una piazza quadrata, aperta sul corso Vittorio Emanuele, composta da 36 grandi colonne corinzie monolitiche in granito di Baveno, poste su un'ampia gradinata. Il colonnato si compone di due portici laterali, con tre colonne ciascuno, e di un pronao centrale. Questo, come quello del Pantheon di Roma, è sorretto da otto colonne sul lato maggiore (ottàstilo). Il pronao è sormontato da un frontone triangolare privo di decorazioni, sormontato da una croce retta da due angeli.
L'enorme cupola insiste sopra una struttura cilindrica (tamburo), abbellita da un'alternanza di semicolonne, finestre e nicchie, mentre la cuspide della lanterna è scandita da cariatidi angeliche che separano le finestre.
Alle spalle della chiesa si erge il campanile che, con i suoi 72 metri , è il più alto di Milano.

### Interno

#### Rotonda e abside

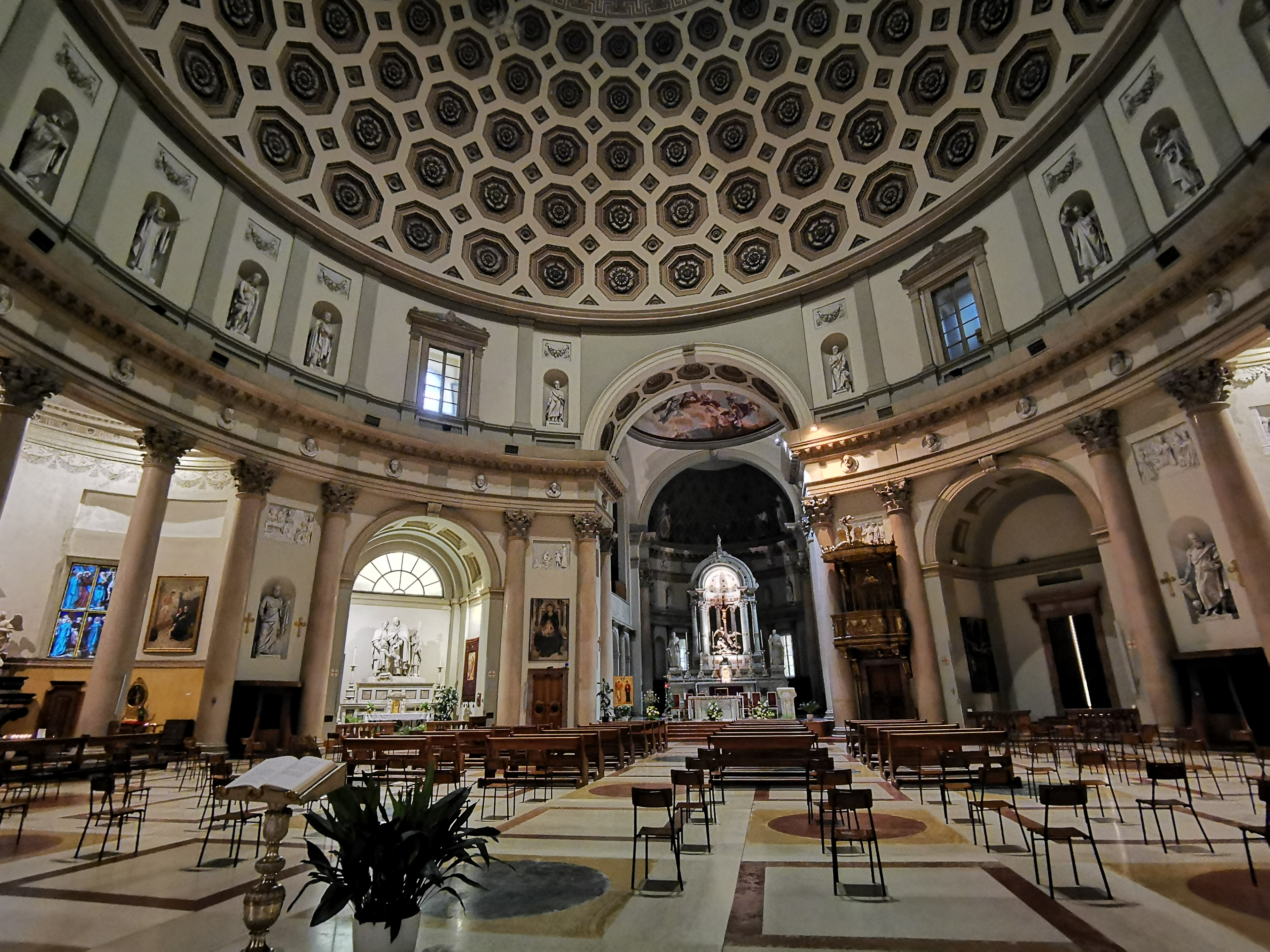
Interno

All'interno domina la grande aula circolare cupolata di 32,2 metri di diametro. Contornata dal colonnato anulare in granito rosso che, come il Pantheon, sfiora le pareti, traforate da esedre che formano cappelle, di cui una appartiene all'originale antica chiesa conventuale, dedicata all'addolorata.
Al centro tra le esedre, si apre un profondo presbiterio con una sua piccola cupola, colonne laterali e una ornamentazione assai ricca.
Sopra l'altar maggiore del XVIII secolo (proveniente dalla vecchia basilica), è collocato un Crocifisso ligneo di Pompeo Marchesi, allievo di Antonio Canova; sempre del neoclassico Marchesi è un bel rilievo marmoreo con san Carlo Borromeo che dà la prima comunione a san Luigi Gonzaga.
Nei locali del convento adiacente alla chiesa si conservano le pale d'altare dell'Orazione nell'orto, opera di Giovan Paolo Lomazzo, e quella dell'Assunta di Bernardo Zenale.
Nel 1948-49 Giovanni Testori affrescò le vele. I dipinti non vennero però apprezzati per l'influenza così scoperta di Picasso e, a causa delle proteste della Sovrintendenza, Testori ritenne giusto il ricoprirle. Ancor oggi sono celate.

#### Cappella del beato Giovannangelo Porro
All'interno della chiesa è sita una cappella contenente le spoglie mortali del beato Giovannangelo Porro (1451-1505), membro della nobile famiglia milanese, monaco presso il convento dei Serviti di Santa Maria di Milano (oggi chiesa di San Carlo al Corso). La tomba si trova qui, nella chiesa oggi dedicata a san Carlo, in quanto san Carlo Borromeo sarebbe stato guarito da fanciullo per intercessione del beato ivi venerato.
Nel portico a destra della chiesa rimane tuttora una vivace libreria, intitolata a san Carlo.
Sulla cantoria sinistra del presbiterio, si trova l'organo a canne, costruito nel 1964 dalla ditta organaria milanese Balbiani-Vegezzi Bossi.

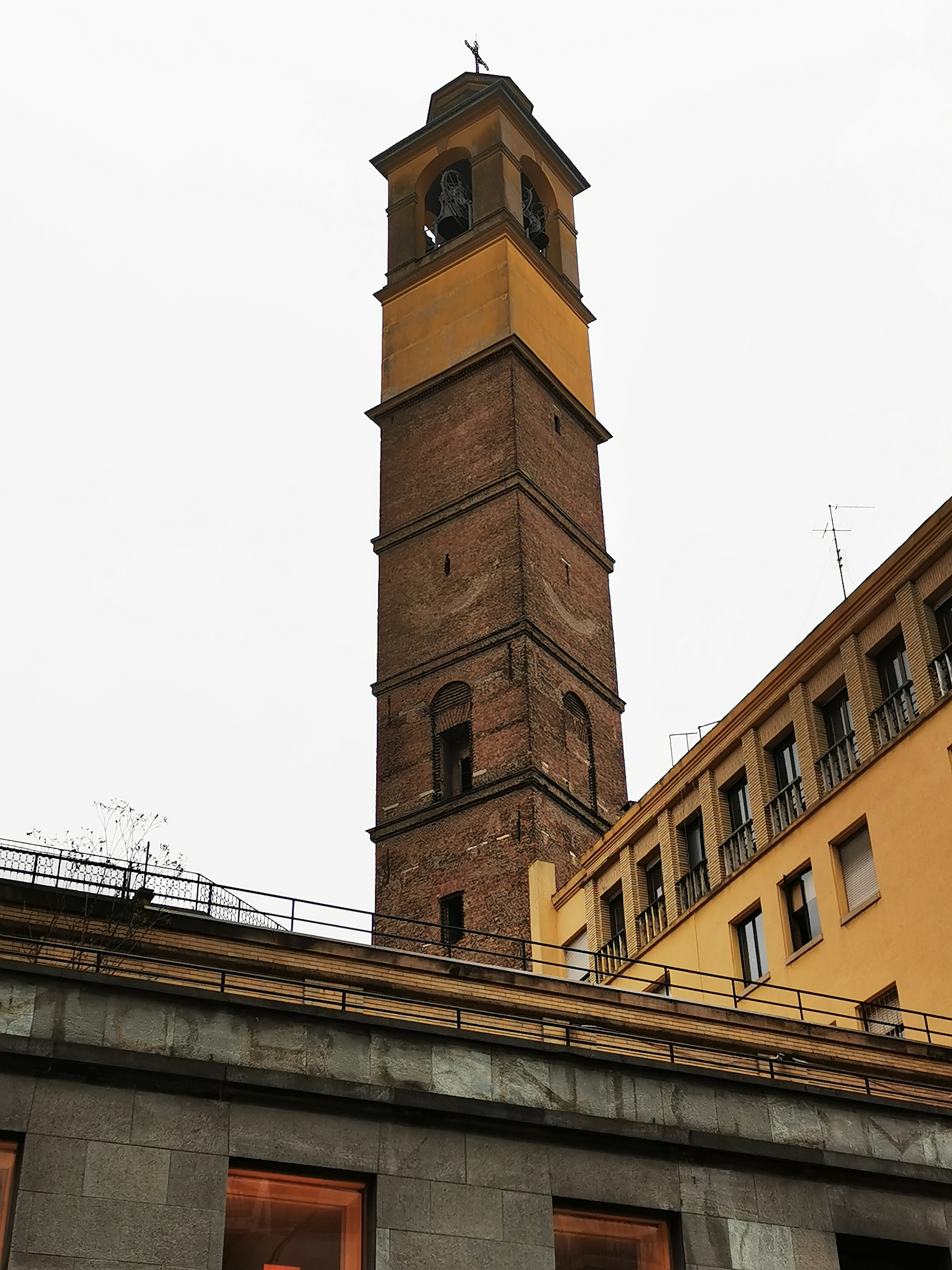
Il campanile
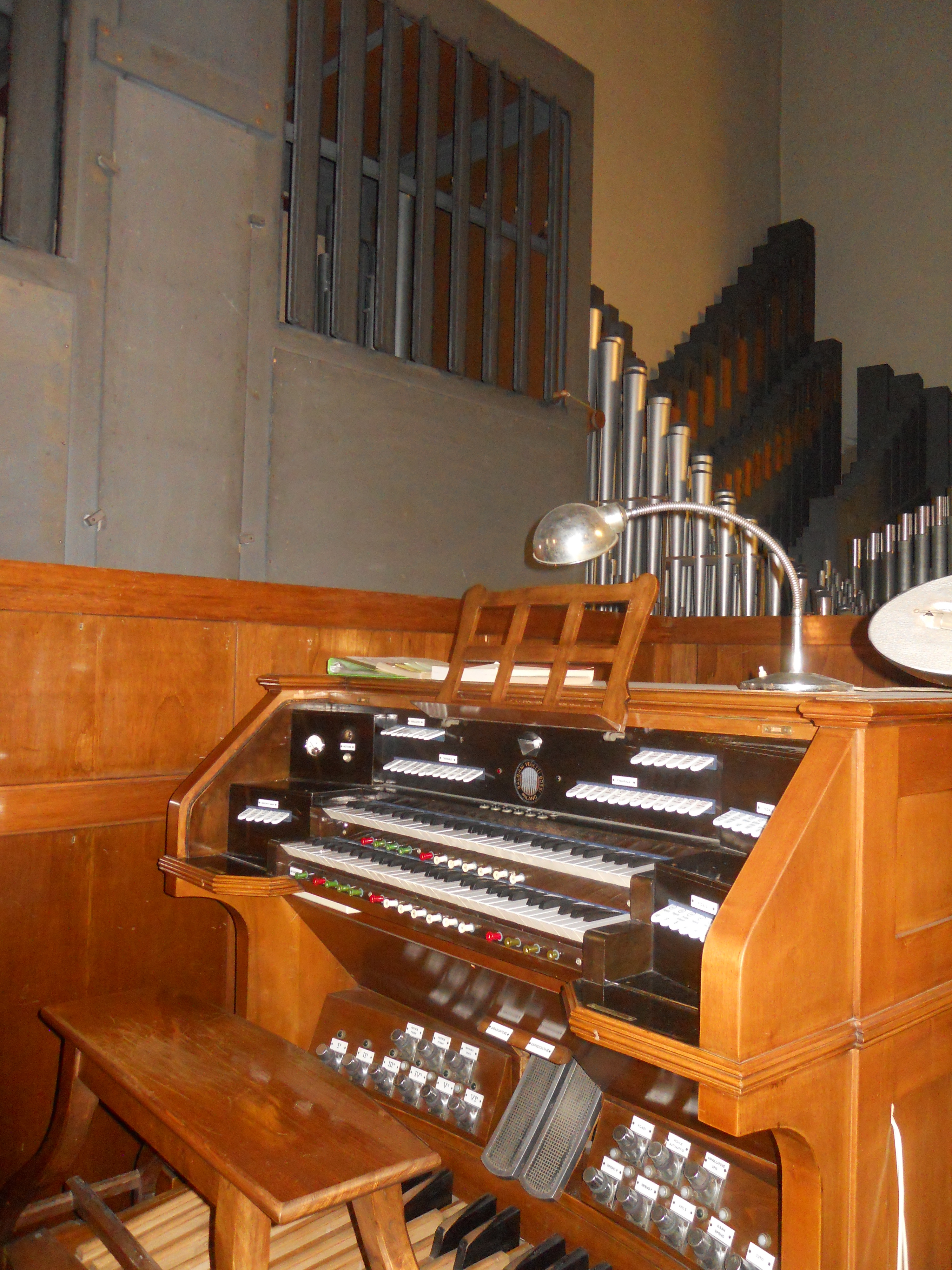
L'organo a canne
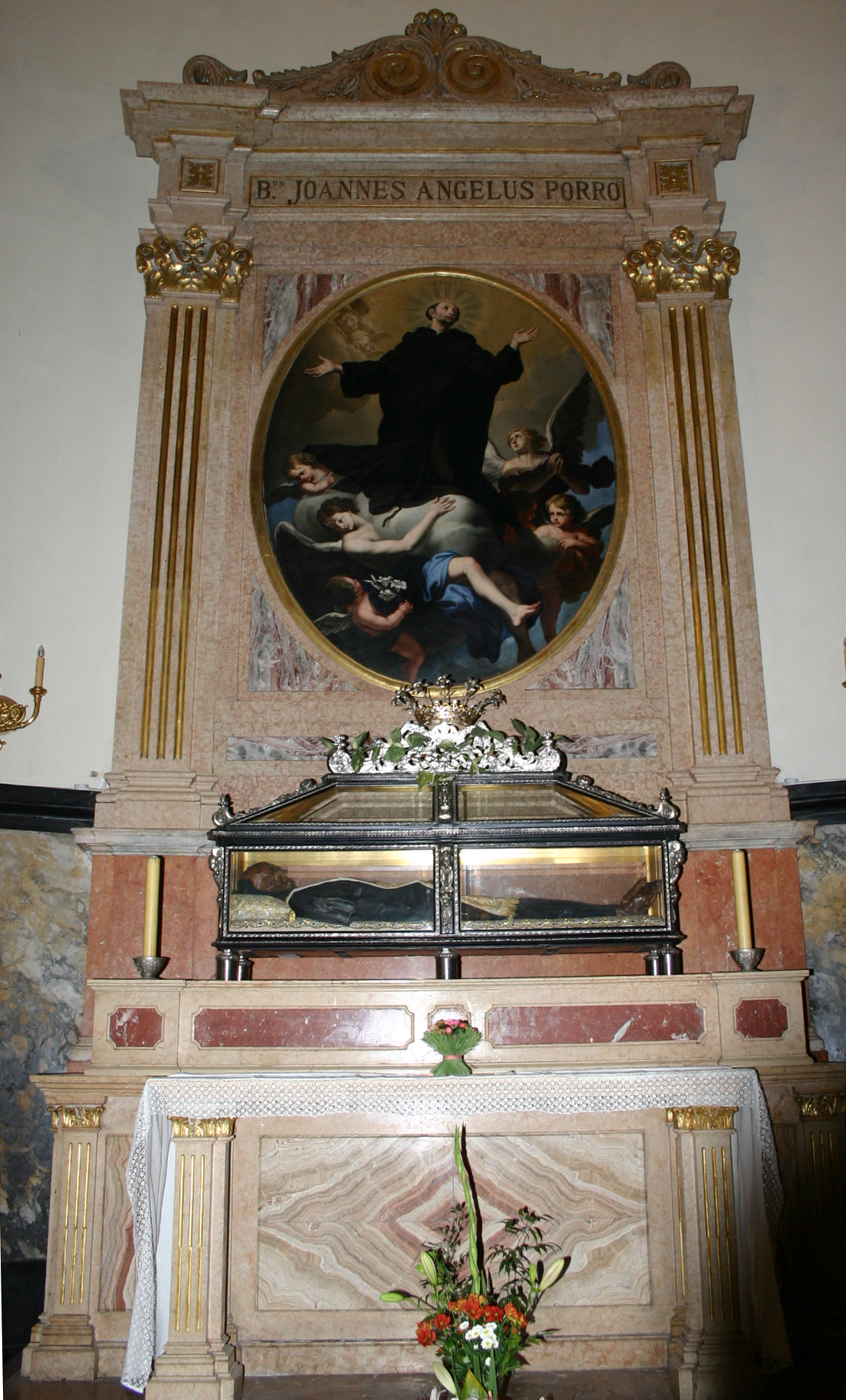
Altare del beato Giovannangelo Porro
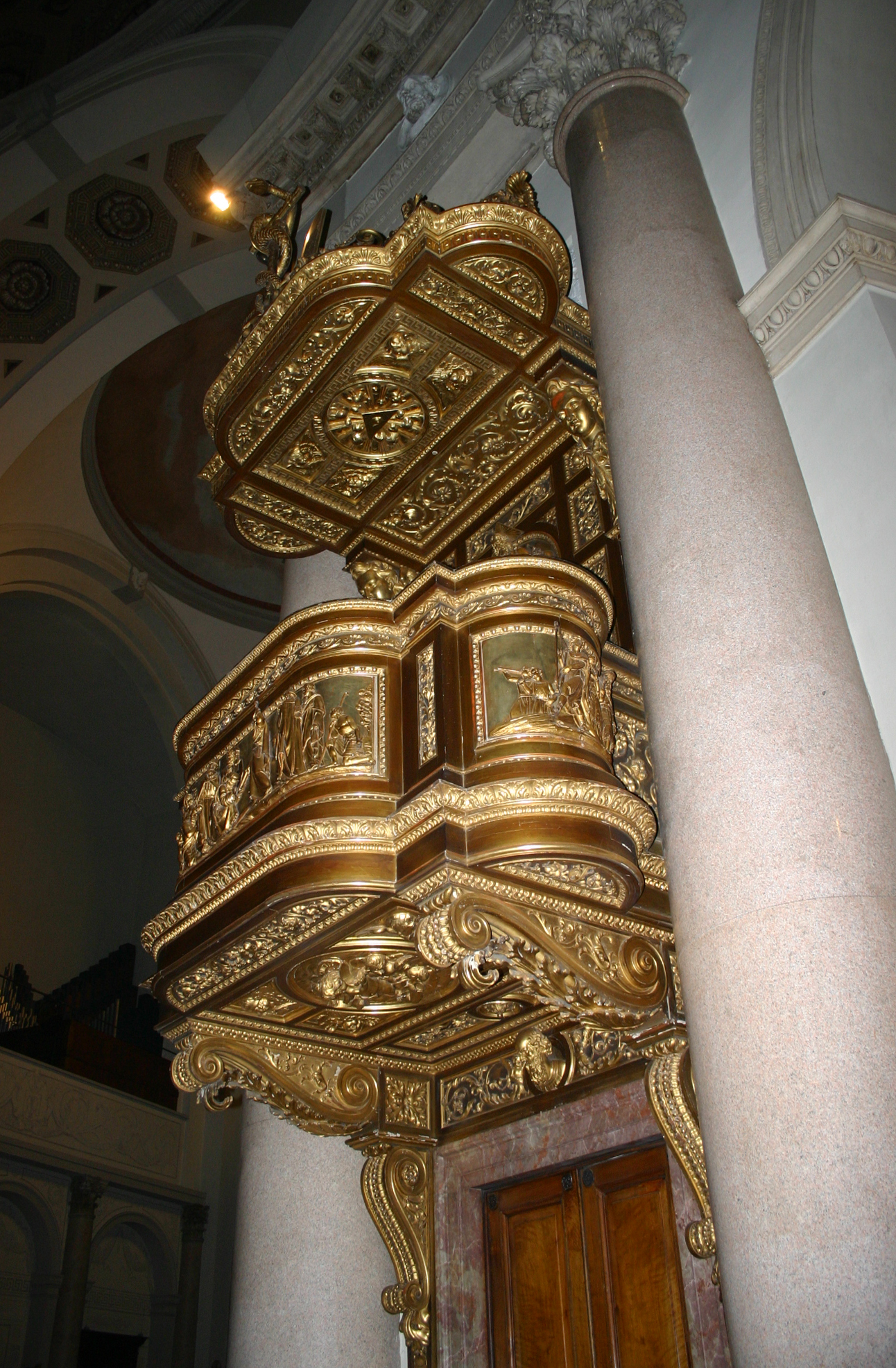
Il pulpito
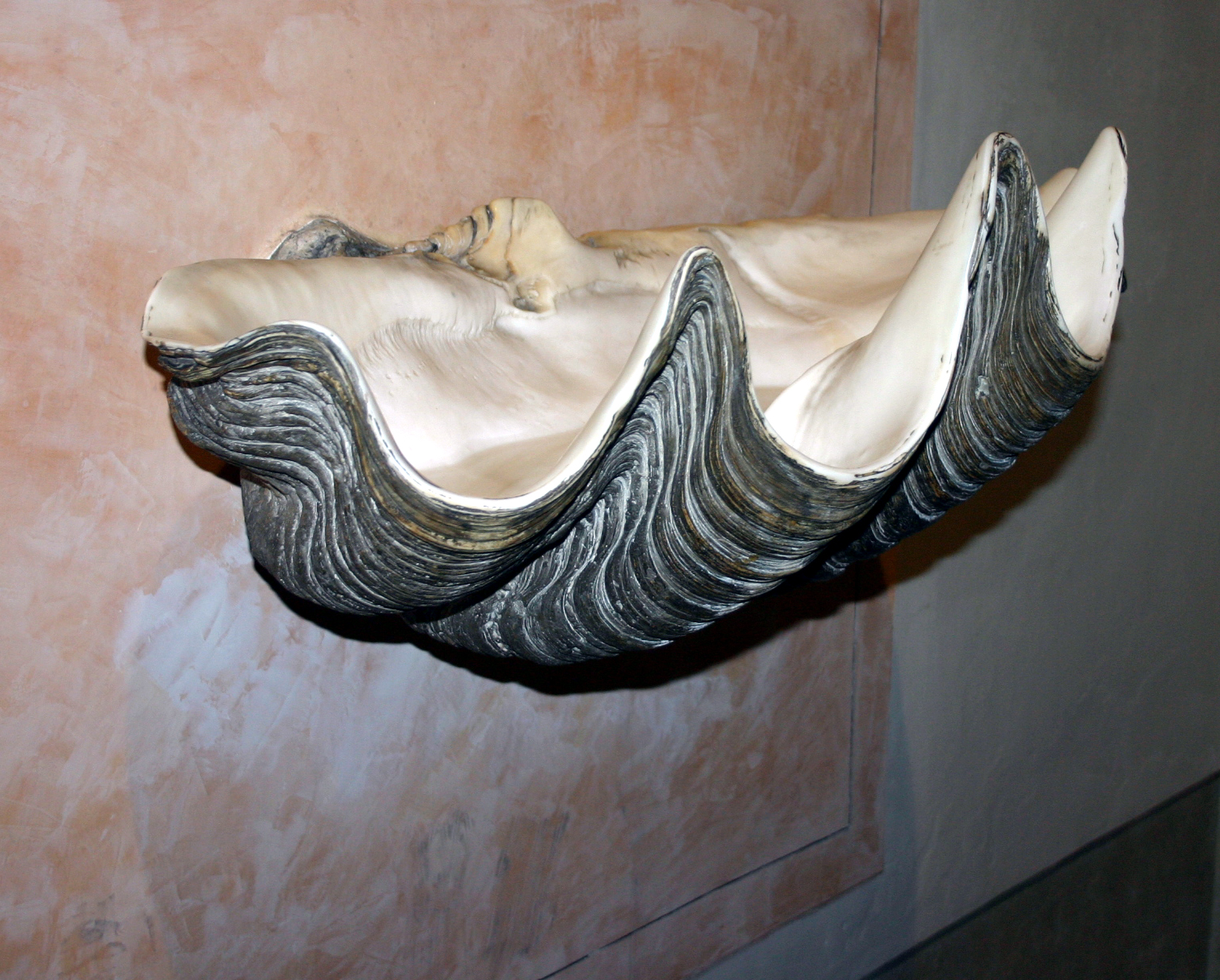
Acquasantiera costituita da una valva di tridacna gigas